# Barbell (Piercing)

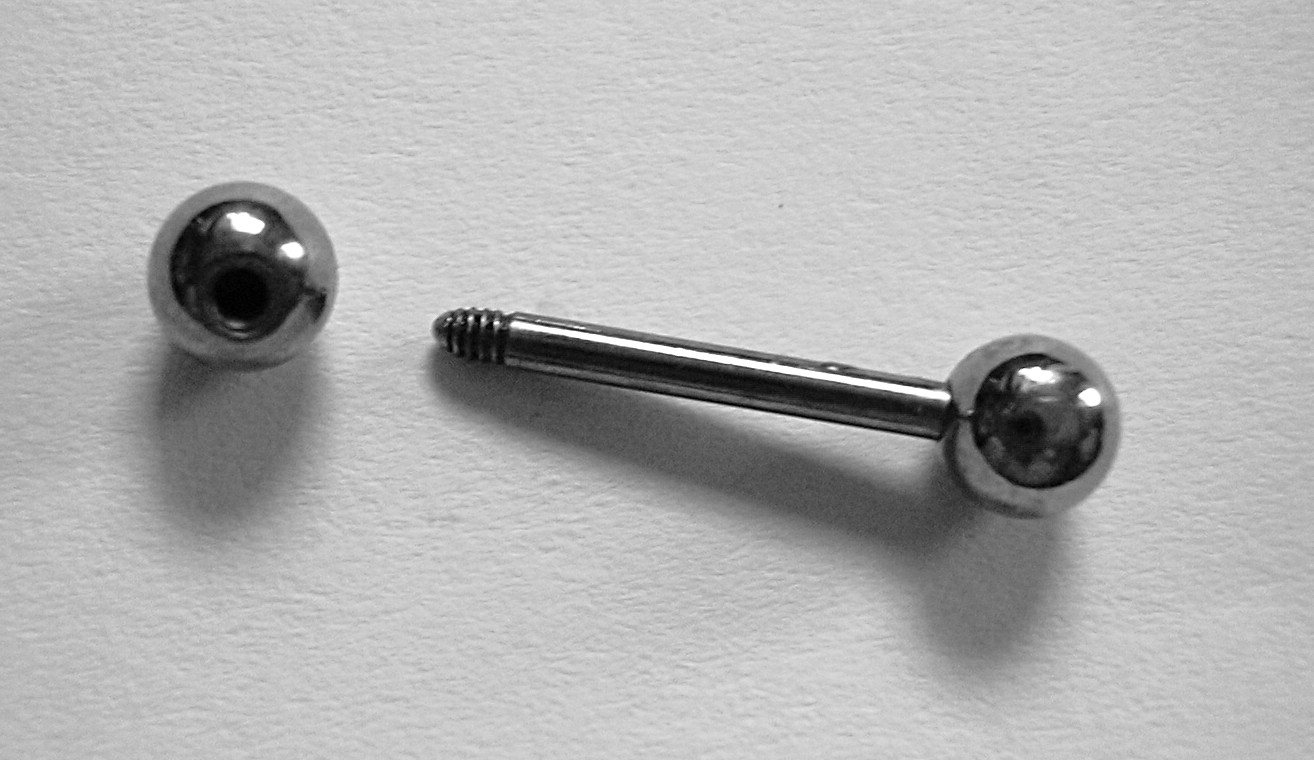
Barbell

Ein Barbell (engl. Hantel) ist eine spezielle Variante des modernen Piercingschmucks in Form eines Metallstifts mit Gewinde und verschraubbaren Kugeln. Er wird häufig durch das Zungenpiercing getragen, kann jedoch auch bei vielen anderen Piercings eingesetzt werden. Zusammen mit dem Ball Closure Ring gehört er zum Standard-Piercingschmuck. Den Namen trägt er aufgrund seiner Form, ähnlich einer Hantel.

## Geschichte

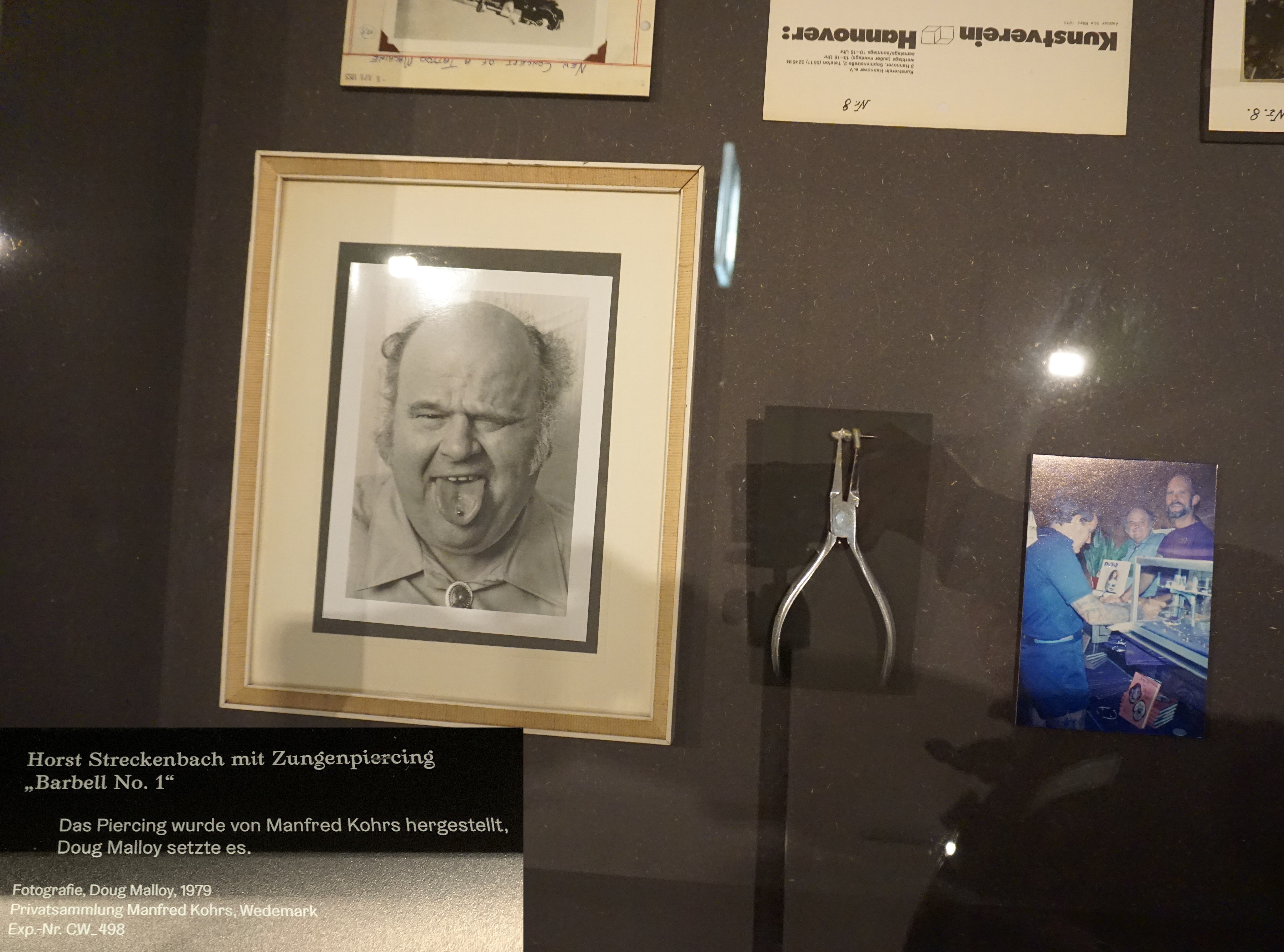
Fotografie mit „Barbell No. 1“ und Piercingzange im Museum für Hamburgische Geschichte 2020

1975 traf der US-amerikanische Piercer und Künstler Jim Ward, der seit 1967 mit Piercing experimentierte, in dem texanischen Ort Reno auf Horst Streckenbach, der in Frankfurt am Main ein „Studio für Haut- und Körperschmuck“ betrieb und regelmäßig in die USA reiste. Streckenbach, auch Tattoo Samy genannt, hatte aufgrund seiner Mechaniker-Ausbildung erste Spezialwerkzeuge für das Piercen und auch Körperschmuck angefertigt. Der Tätowier-Künstler Manfred Kohrs fertigte erstmals 1978 ein Piercing an, dass aus einem Metallstift mit verschraubbaren Kugeln (mit Innengewinden) bestand. "Damit revolutionierten beide [Kohrs und Streckenbach] das  Piercing". Dieses Ur-Barbell wurde Streckenbach im selben Jahr von Jim Ward in die Zunge gesetzt. Die Originalanfertigung, bezeichnet als Barbell No. 1, befindet sich im Institut für deutsche Tätowier Geschichte und wird gelegentlich auf Fachkonferenzen, so z. B. im September 2019 und 2022 auf der jährlich stattfindenden BMXnet Conference in Essen, und in Ausstellungen gezeigt; zuletzt in der Sonderausstellung unter dem Titel Tattoo-Legenden. Christian Warlich auf St. Pauli, von November 2019 bis Mai 2020 im Museum für Hamburgische Geschichte.

## Aufbau
Ein Barbell ist ein in der Regel gerader Stift, meistens aus Stahl oder Titan und mit zwei Gewindeenden, die mit Schraubkugeln verschlossen werden.

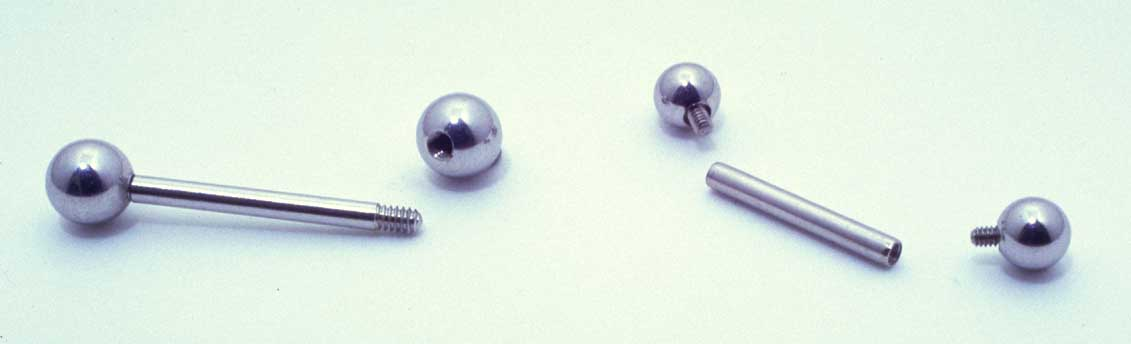
Barbells mit Außen- (links) und Innengewinde (rechts)

Übliche Materialstärken des Stabes liegen bei 1,0; 1,2; 1,6; 2,0; 2,4; 3,2; 4; 5; 6; 8 und 10 Millimetern, die Kugeln sind meistens symmetrisch dimensioniert. Ihr minimaler Durchmesser hängt natürlich direkt von der Stärke des Stabes ab. Bei der Verwendung von Kugeln mit Schmucksteinen ist zu berücksichtigen, dass bei sehr kleinen Außengewinden der erforderliche Mindestdurchmesser etwas größer als bei glatten Metallkugeln ausfallen muss, damit im Inneren genügend Raum für Gewinde und Stein vorhanden ist. Anstatt runder Kugeln kann man aber auch jede beliebige andere Form von Verschlüssen wählen. Sie reichen von Halbkugeln über Platten, Zylinder und Kegel (sog. Spikes) bis hin zu ganzen Skulpturen.
Auf Barbells mit einem Außengewinde an den Enden kann jeweils eine Verschlusskugel aufgeschraubt werden. Da diese Außengewinde das Gewebe beim Einsetzen und Herausnehmen reizen oder sogar zum Einreißen bringen können, finden sie meistens nur Verwendung, wenn die Materialstärke für ein Innengewinde zu gering ist. Stäbchen mit Innengewinde sind an den Enden glatt. Das Gewinde ist in den Stift hineingearbeitet. Die Verschlusskugel besitzt einen externen Gewindestift, mit dem sie in die Enden des Barbells eingeschraubt werden kann. Diese Variante ist in der Herstellung meist aufwändiger und teurer.

## Sonderformen

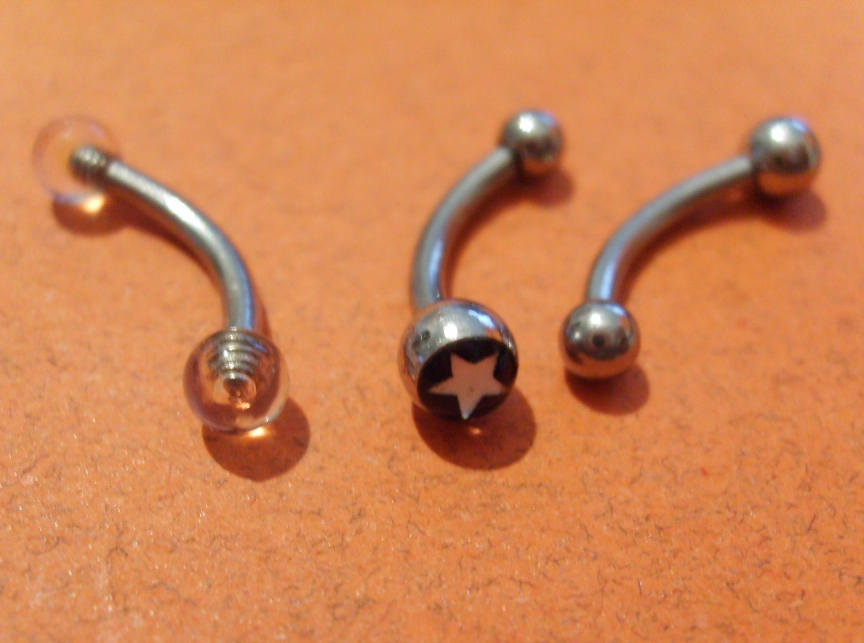
Curved Barbell

Neben dem Barbell mit gerader Form gibt es mehrere Varianten mit unterschiedlichen Krümmungen. Der Curved Barbell (auch Bananabell oder wegen seiner Form Banane genannt) besitzt eine leicht gebogene Form und wird meistens beim Bauchnabelpiercing eingesetzt, typischerweise mit einer kleineren Verschlusskugel und einem größeren und verzierten Eyecatcher.
Der Circular Barbell (auch Horseshoe (engl.: Hufeisen)) ist so weit gebogen, dass er die Form eines offenen Ringes oder Hufeisens hat.
Smartie Beads werden nicht mit einer Kugel, sondern einem speziell abgeflachten Teilstück verschraubt und eignen sich daher vor allem für den Einsatz in geweiteten Piercings, speziell in der Zunge.
Sogenannte Surface Bars (in Form einer Heftklammer) besitzen an beiden Enden in gleicher Richtung eine 90- oder wahlweise 45-Grad-Krümmung und werden bei Oberflächenpiercings eingesetzt. Sie verringern die Spannung und minimieren so das Risiko des Migrierens (Herauswachsens). Meistens wird ihre Länge bei der Herstellung individuell an die Länge des Stichkanals angepasst.
Da bei stärkeren Materialdurchmessern des Schmucks das Aufspreizen eines Klemmkugelrings zunehmend schwieriger wird, gibt es eine Variante des Hufeisenrings, bei dem die Öffnung so klein ist, dass eine eingeschraubte Kugel gerade hineinpasst und somit das Aussehen eines geschlossenen Rings simuliert wird.

## Barbells aus PTFE

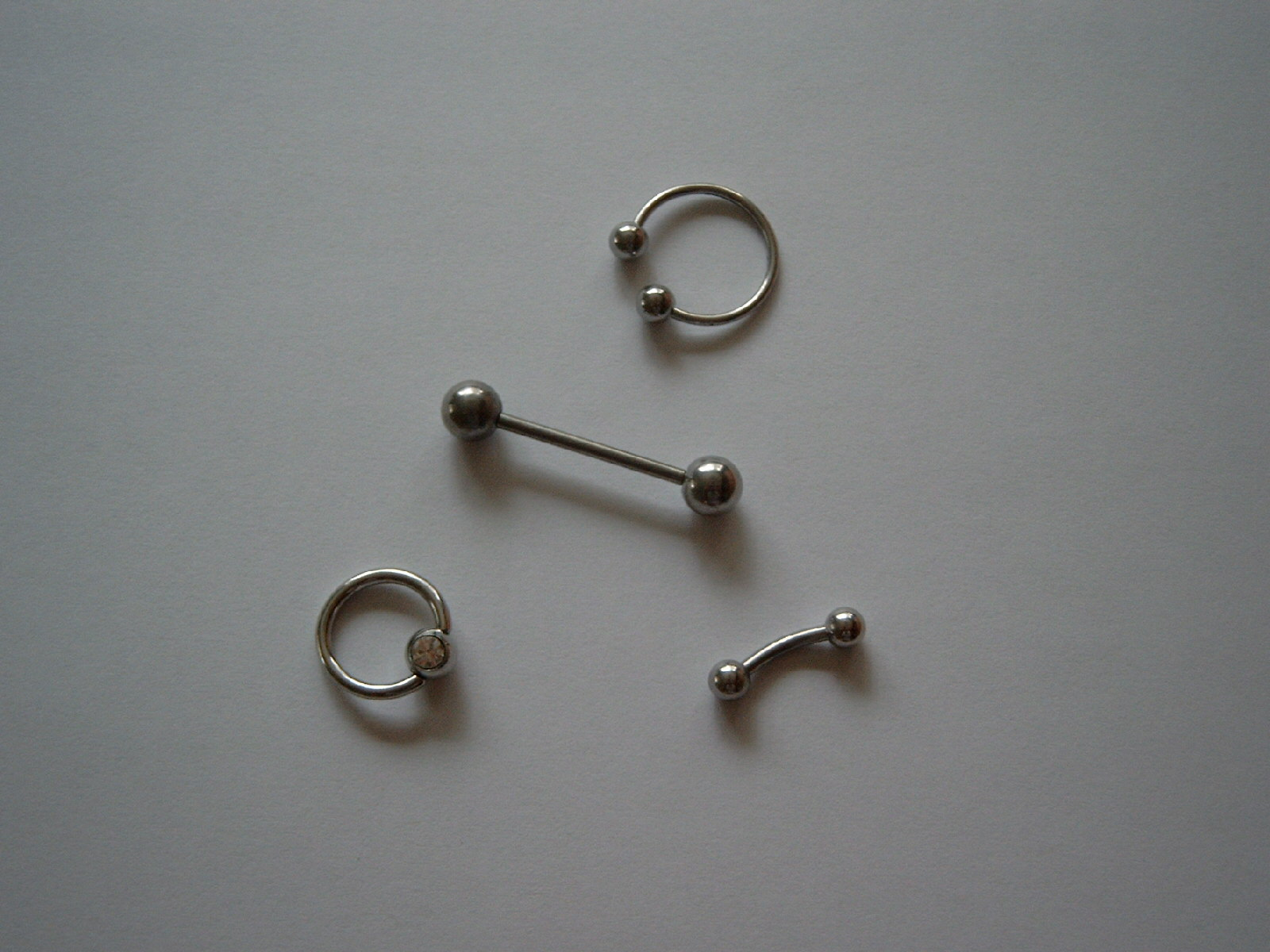
Circular Barbell, Barbell, Ball Closure Ring und Curved Barbell

Zur besseren Verträglichkeit werden Barbells aus PTFE-Material eingesetzt. Diese sind zum einen weich und beweglich, zum anderen allergieneutral. Ein entscheidender Vorteil von Teflon gegenüber anderen geeigneten Kunststoffen ist die Tatsache, dass es sich problemlos im Dampf sterilisieren lässt und damit auch für den Ersteinsatz geeignet ist. Die Motive oder Verschlusskugeln besitzen ein Gewinde, das sich beim Aufschrauben in das weiche Material des Stiftes einschneidet. Sie werden besonders bei Bauchnabelpiercings im Rahmen der Schwangerschaft eingesetzt, wenn sich die Bauchdecke nach außen wölbt. Sie sind in verschiedenen Stärken auch als Schnurmaterial erhältlich und können individuell angepasst werden.